# Daniel Schneemann
Daniel Schneemann (San Diego, California, 23 de enero de 1997), es un jugador profesional estadounidense de béisbol que se desempeña en la posición de campocorto en Cleveland Guardians, equipo de las Grandes Ligas de Béisbol (MLB).

## Carrera
En 2024, Schneemann hizo su debut en la MLB con el equipo Cleveland Guardians, donde lleva jugando una temporada.